# Joseph Kergoff
Joseph Marie Kergoff (* 21. März 1906 in Naizin; † 12. April 1985 ebenda) war ein französischer Radrennfahrer und nationaler Meister im Radsport.

## Sportliche Laufbahn
Kergoff war im Bahnradsport und im Querfeldeinrennen (heutige Bezeichnung Cyclocross) aktiv. Mit dem Radsport begann er 1924 im Verein „Vélo Club Pontivyen“.
1929 siegte er in der nationalen Meisterschaft im Sprint der Amateure vor Louis Zwahlen. 1927 und 1928 hatte er die französische Militärmeisterschaft im Sprint gewonnen. Dazu kamen einige regionale Titel in seiner Heimat Morbihan im Sprint, im Steherrennen und im Querfeldeinrennen.
In Sprintturnieren war er im Prix Alfred Riguelle 1929, im Grand Prix de Pâques 1929, im Grand Prix de Rennes und im Grand Prix de Brest erfolgreich. 1931 siegte er im Grand Prix de Paris im Tandemrennen.